# Louis Barré (cyclisme)
Pour les articles homonymes, voir Louis Barré.
Louis Barré (né le 6 avril 2000 à Nantes, Loire-Atlantique) est un coureur cycliste français, membre de l'équipe Intermarché-Wanty.

## Biographie
Après avoir pratiqué l'athlétisme, Louis Barré commence le cyclisme à 14 ans, en deuxième année minimes,.
Début 2020, alors en catégorie Espoirs depuis peu, il est victime d'une chute durant l'Essor basque nécessitant une opération de la rotule. Suite à cela, il ne dispute pas de course durant un an et demi. Il reprend la compétition le 25 juillet 2021 au Grand Prix de la ville de Pérenchies puis se classe deux semaines plus tard deuxième du classement général de l'Estivale bretonne, remportant la 2e étape à Poullaouen. Le 11 septembre 2021, il se classe septième des championnats d'Europe de cyclisme sur route à Trente remportés par le Belge Thibau Nys. Une semaine plus tard, il réalise une belle quatrième place sur Liège-Bastogne-Liège espoirs.

### Arkéa (8.2022-2024)
À l'été 2022, en tant que stagiaire, il fait ses débuts en World Tour au sein de l'équipe Arkéa-Samsic. En octobre 2023, il réalise un premier top 10 dans une cours de l'UCI World Tour en se classant sixième du classement général du Tour du Guangxi, en Chine. L'année 2024 ne lui procure aucun podium, ses meilleurs classements étant deux sixièmes places acquises au Tour des Apennins et lors de la 4e étape du Tour de Wallonie entre Verviers et Herve.

### Intermarché-Wanty (depuis 2025)
En 2025, nouvellement membre de l'équipe Intermarché-Wanty, il se classe troisième de Paris-Camembert le 2 avril puis crée la surprise en terminant 6e de l'Amstel Gold Race, devancé par Wout van Aert et Michael Matthews dans le sprint pour la 4e place.

## Palmarès

### Palmarès amateur
- 2017
  - Tour de Loué-Brulon-Noyen :
    - Classement général
    - 2e étape

  - 1re étape du Tour du Bocage et de l'Ernée 53
  - Anjou Pays de la Loire Juniors
  - 2e du Trophée de la Ville de Châtellerault
  - 3e du Grand Prix du Landreau
- 2018
  - Trophée de la Ville de Châtellerault
  - 3e étape du Tour de l'Eure Juniors
  - Tour du Pays de la Chataigneraie
  - 2e du Grand Prix des Herbiers
  - 3e du championnat de France sur route juniors
- 2019
  - Manche-Océan
  - Trois Jours de Cherbourg :
    - Classement général
    - 2e étape

  - 3e du Grand Prix de Louisfert
  - 3e du championnat des Pays de la Loire sur route
  - 3e du Circuit des Deux Provinces
- 2020
  - Ronde du Pays basque
- 2021
  - Boucles du Tarn et du Sidobre
  - 2e étape de l'Estivale bretonne
  - 2e de l'Estivale bretonne
  - 7e du championnat d'Europe sur route espoirs

### Palmarès professionnel
| - 2023 - 3e de la Route Adélie de Vitré - 6e du Tour du Guangxi - 2024 - 10e de la Cadel Evans Great Ocean Road Race - 2025 - 3e de Paris-Camembert - 6e de l'Amstel Gold Race \| Année \| 2019 \| 2020 \| 2021 \| 2022 \| 2023 \| 2024 \| \| ------------------------------------- \| ----- \| ---- \| ---- \| ---- \| ---- \| ---- \| \| Classement mondial \| 2883e \| nc \| 906e \| 530e \| 304e \| 391e \| \| UCI Europe Tour \| 1783e \| nc \| 694e \| 418e \| nc \| nc \| \| \| \| \| \| \| \| \| \| Légende : nc = non classéSource : UCI \| \| \| \| \| \| \| 1. 2. 3. - Ressources relatives au sport : - Cycling Quotient - First cycling - LesSports - ProCyclingStats - Site du Cyclisme - Strava - Union cycliste internationale |       |      |      |      |      |      |
| Année | 2019  | 2020 | 2021 | 2022 | 2023 | 2024 |
| Classement mondial | 2883e | nc   | 906e | 530e | 304e | 391e |
| UCI Europe Tour | 1783e | nc   | 694e | 418e | nc   | nc   |
| |       |      |      |      |      |      |
| Légende : nc = non classéSource : UCI |       |      |      |      |      |      |